# Hypolimnas immima
Hypolimnas immima är en fjärilsart som beskrevs av Georges Bernardi 1959. Hypolimnas immima ingår i släktet Hypolimnas och familjen praktfjärilar. Inga underarter finns listade i Catalogue of Life.